# Izaskun Lesaka
Izaskun Lesaka Argüelles, alias Anne (Burlada, Cuenca de Pamplona, 5 de enero de 1975), es un miembro de la desaparecida organización terrorista española Euskadi Ta Askatasuna (ETA), en la cual llegó a ser jefa del aparato militar.

## Biografía
A Izaskun Lesaka se la sitúa en el entorno de ETA antes de cumplir los veinte años como miembro del entramado Jarrai-Haika-Segi e interventora de Herri Batasuna (HB) en 1993 y 1994. Pasó a la clandestinidad en 2005, antes de ser juzgada por la Audiencia Nacional por su pertenencia activa a organizaciones vinculadas a actividades terroristas. Considerada miembro del sector más duro de ETA y próxima a Txeroki, en julio de 2007 logró escapar de la Guardia Civil cuando había alquilado un piso en Rodez —sur de Francia— para alojar al entonces veterano jefe del aparato logístico de ETA, Juan Cruz Maiza Artola. La vivienda, sometida a vigilancia policial desde el 13 de julio, había estado ocupada entre los días 18 y 21 por Izaskun, pero las detenciones se realizaron el 26 e Izaskun no se encontraba allí. En mayo de 2010 realizó las gestiones para que el entonces jefe militar de ETA, Mikel Karrera Sarobe, alias Ata, pudiera instalarse en un piso en Bayona, Francia. Ata, acusado de tres asesinatos en suelo francés, fue detenido el 20 de mayo de ese año, pero Izaskun consiguió escapar.
Desde el anuncio de ETA de cese definitivo de la violencia en 2011, Izaskun Lesaka, junto con David Pla e Iratxe Sorzabal fueron considerados los máximos responsables de ETA y de los comunicados que ésta emitía.
En 2012 las fuerzas de seguridad la consideraron responsable de aparato logístico-militar de ETA y la miembro más experimentada para hacer esa tarea. No solo controlaba a los comandos que quedaban a ETA, también los depósitos de armas y explosivos y la «oficina de falsificación», vital para que la banda pudiera seguir moviéndose en la clandestinidad.
En la madrugada del 27 al 28 de octubre de 2012 fue detenida en Mâcon, Francia, a unos setenta kilómetros de Lyon, junto con su lugarteniente y pareja, el también miembro de ETA Joseba Iturbide, en una operación conjunta hispano-francesa. Al momento de su detención pesaban sobre Izaskun Lesaka dos euroórdenes de detención de la Audiencia Nacional de España y se encontraba condenada en rebeldía desde 2007 por el Tribunal Correccional de París a cuatro años de prisión por labores de reclutamiento para ETA. En febrero de 2018 fue juzgada y condenada a seis años de prisión por la justicia francesa, debiendo cumplir catorce por acumulación de penas, mientras que su ya esposo —casados en prisión—, Joseba Iturbide, lo fue a cinco años. Una vez cumpla la pena, será entregada a la justicia española.